# Halcyon (Schiff, 1895)
Die dritte HMS Halcyon der Royal Navy war ein Torpedokanonenboot der Dryad-Klasse, die in einigen Quellen auch als Halcyon-Klasse bezeichnet wird. Das 1895 fertiggestellte Schiff gehörte mit seinen vier Schwesterschiffen zur letzten Klasse dieses Typs, von dem die britische Flotte zwischen 1885 und 1895 33 Einheiten beschaffte. Sie sollten die Flotte vor Angriffen feindlicher Torpedoboote schützen.
Die Halcyon war bei Fertigstellung schon veraltet, da die Royal Navy zu diesem Zeitpunkt bereits die erheblich kleineren und schnelleren Torpedobootszerstörer beschaffte. Die 1914 noch vorhandene Halcyon wurde 1914, wie schon andere Schiffe dieses Typs, zum Minensucher umgebaut, als solcher im Ersten Weltkrieg eingesetzt und danach 1919 zum Abbruch verkauft.

## Baugeschichte
Die Halcyon entstand wie ihre Schwesterschiffe Harrier und Hussar auf der Marinewerft Devonport, wo sie am 2. Januar 1893 als zweites Boot der Klasse begonnen wurde. Sie lief am 6. April 1894 als viertes Boot vom Stapel und wurde am 16. Mai 1895 als zweites Boot nach der in Chatham entstandenen Dryad fertiggestellt.

## Dienstzeit

### Naval review 1897
Am 26. Juni 1897 nahm die Halcyon an der Flottenparade zum diamantenen Regierungsjubiläum von Königin Victoria teil.

### Vorkriegseinsätze
Danach diente HMS Halcyon bis 1901 in der Mittelmeerflotte und wurde anschließend in Devonport aufgelegt. An 1909 bis zum Sommer 1914 diente sie dem Fischereischutz in der Nordsee.

### Umbau
Ab 1908 wurden Torpedokanonenboote der Sharpshooter- und Alarm-Klasse zu Minensuchern umgebaut. 1914 wurde die Halcyon in Sheerness ebenfalls zum Minensucher umgebaut und verlor dabei zwei Torpedorohre, um Platz für die Minensuchausrüstung zu machen.

### Erster Weltkrieg
Im August 1914 war sie Flaggschiff des „Senior Naval Officer North Sea Fisheries“. In der Nacht zum 3. November 1914 patrouillierte die Halcyon mit den alten Zerstörern Lively und Leopard an der britischen Ostküste zwischen Yarmouth und Lowestoft, als sie am frühen Morgen die anmarschierenden deutschen Schlachtkreuzer (Seydlitz, Von der Tann, Moltke und der Panzerkreuzer Blücher) und Kleinen Kreuzer (Straßburg, Graudenz, Kolberg und Stralsund) entdeckte. Die Deutschen wollten erstmals eine britische Küstenstadt beschießen und den Küstenverkehr durch eine Minensperre behindern. Als die Halcyon auf die noch nicht identifizierten Schiffe zudrehte, wurde sie sofort unter Feuer genommen. Lively erzeugte einen Rauchschleier, um den Rückzug der britischen Einheiten zu sichern, die von der Straßburg halbherzig verfolgt wurden. Die schweren Einheiten der Deutschen schossen einige Salven auf Great Yarmouth ohne relevante Ziele zu treffen und die Stralsund legte eine Minensperre. Dann zogen sich die deutschen Angreifer zurück. Auf einen warnenden Funkspruch der Halcyon lief von den vier im Hafen liegenden britischen Zerstörern nur die alte Success der B-Klasse aus, dazu auch drei U-Boote, von denen D5 durch einen Minentreffer verloren ging (20 Tote). Im von der Stralsund gelegten Minenfeld ging später noch ein Frachtschiff verloren. Halcyon, die Splitterschäden hatte, erreichte den Hafen von Yarmouth erst nach dem Abbruch des deutschen Angriffs. Ihr Bericht über die Angreifer traf zu spät beim Flottenkommando ein, um eine wirkungsvolle Reaktion zu ermöglichen. Die Deutschen hatten aber auch den Angriffsort so gewählt, dass die Stationierung der britischen schweren Einheiten eine wirkungsvolle Abwehr nicht erwarten ließ. Ein Besatzungsmitglied der Halcyon erlag seinen Verletzungen.
Die Halcyon diente bis zum Kriegsende von Lowestoft zur Sicherung des Küstenverkehrs an der britischen Ostküste anfangs zusammen mit der Torpedokanonenboot Spanker, ab 1915 zusammen mit der Dryad. Für die Minensuche unterstanden ihr etliche ehemalige Fischereifahrzeuge. 

Am 29. Juli 1917 versenkte die Halcyon bei Smiths Knoll durch Rammen und Wasserbomben das deutsche UB 27.